# Scitala papuana
Scitala papuana är en skalbaggsart som beskrevs av Moser 1920. Scitala papuana ingår i släktet Scitala och familjen Melolonthidae. Inga underarter finns listade i Catalogue of Life.